# Sphaeradenia brachiolata
Sphaeradenia brachiolata är en enhjärtbladig växtart som beskrevs av R.Erikss. Sphaeradenia brachiolata ingår i släktet Sphaeradenia och familjen Cyclanthaceae. IUCN kategoriserar arten globalt som sårbar.
Artens utbredningsområde är Ecuador. Inga underarter finns listade.